# Sale City
Sale City é uma cidade  localizada no estado americano de Geórgia, no Condado de Mitchell.

## Demografia
Segundo o censo americano de 2000, a sua população era de 319 habitantes.
Em 2006, foi estimada uma população de 317, um decréscimo de 2 (-0.6%).

## Geografia
De acordo com o United States Census Bureau tem uma área de 4,7 km², dos quais 4,7 km² cobertos por terra e 0,0 km² cobertos por água. Sale City localiza-se a aproximadamente 70 m acima do nível do mar.

## Localidades na vizinhança
O diagrama seguinte representa as localidades num raio de 24 km ao redor de Sale City.